# Pycnogonida
I Picnogonidi o Podosomi o Pantopodi (Pycnogonida Latreille, 1810), sono un raggruppamento di artropodi comprendente alcune centinaia di specie, tutte marine, di aspetto aracnoide e di incerta collocazione sistematica.

## Tassonomia
La sistematica tradizionale li considera una classe del subphylum Chelicerata, ma molti studiosi ritengono che essi costituiscano un subphylum a sé stante, data la loro particolarissima organizzazione anatomica e la fisiologia della loro digestione, che li differenzia da tutti gli altri Artropodi. Inoltre alcuni autori tendono a considerare alcuni fossili di essi, es. Palaeoisopus broili, più vicini ai Crostacei Isopodi che non ai Chelicerata. Qualche autore, infine, interpreta alcuni aspetti della loro biologia come regressione funzionale.
I Picnogonidi sono tradizionalmente suddivisi in 4 ordini (per tali riconosciuti da tutti gli specialisti): 
- Colossendeomorpha: privi di cheliceri, segmenti liberi, ovigeri nel maschio e nella femmina formati da 10 articoli e con massimo sei paia di arti. 
  - Famiglie: Colossendeidae.
- Nymphomorpha: cheliceri ben rappresentati, ovigeri quasi sempre atrofici e mancanti nella femmina. 
  - Famiglie: Nymphonidae, Pallenidae, Phoxilidiidae, Chilofoxidae. La distinzione tra queste famiglie si basa sullo sviluppo dei palpi e dei cheliceri, massimo nei Ninfonidi ed assenti nei Chilofoxidi.
- Ascorhyncomorpha: ovigeri in entrambi i sessi, tromba lunga quanto il corpo e più. 
  - Famiglie: Euricidiidae, Ammotheidae.
- Pycnogonomorpha: senza palpi, cheliceri, ovigeri femminili. 
  - Famiglie: Pycnogonidae, con i due generi Pentapycnon (decapode) e Pycnogonum (ottopode).

## Morfologia

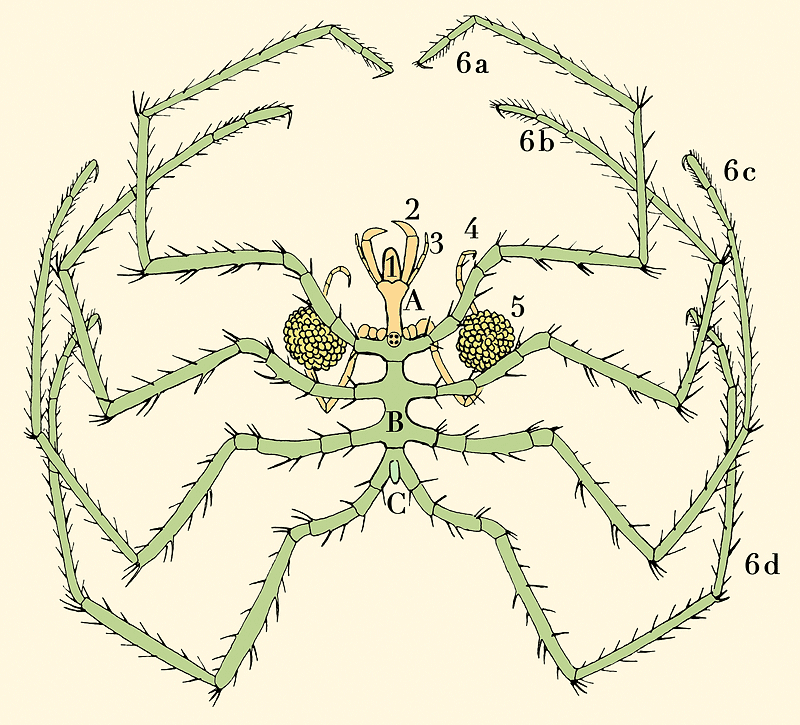
Morfologia del maschio di Nymphon rubrum
A. Cefalon, B. Tronco, C. Addome
1. Tromba 2. Cheliceri 3. Palpi
4. Ovigeri 5. Uova 6. Zampe

Le dimensioni dei Picnogonidi variano da qualche centimetro ad un massimo di 10. In essi si ha una grande riduzione del capo e del tronco in relazione al grande sviluppo delle zampe (da cui il nome di Podosomi o Pantopodi). La maggior parte di essi è incolore, ma, in qualche caso, si hanno colorazioni vivacissime o anche omocrome con il substrato o anche dipendenti dal tipo di alimentazione. Generalmente all'assenza di colore si unisce una trasparenza così elevata dei tegumenti da rendere possibile lo studio dell'anatomia interna senza ricorrere a dissezioni. Il loro aspetto caratteristico deriva dalla enorme sproporzione tra il cefalon, il tronco e l'addome.
Il cefalon presenta una tromba mobile orientata anteriormente, la cui funzione è succhiante; alla sua base e ad ogni lato si trovano appendici, un tempo interpretate come cheliceri, formati da scapo e pinza e che tendono ad atrofizzarsi e regredire nelle forme in cui vi è un grande sviluppo della tromba. Il cefalon porta anche i palpi, siti più esternamente rispetto ai cheliceri ed in numero vario, anche entro la stessa specie. Posteriormente ai palpi, in una regione che per il suo restringimento viene detta collo, si trovano inseriti ventralmente alcuni organi che, per la loro funzione, sono detti ovigeri. Gli ovigeri sono composti da più articoli e forniti di spicole negli animali più adulti, e si ritrovano solo nei maschi o, molto più ridotti, anche nelle femmine (sono infatti i maschi a raccogliere le uova ed a trasportarle).
Il tronco è nettamente segmentato e ad ognuno dei vari segmenti corrisponde una tuberosità su cui si articola l'arto. Generalmente il numero dei segmenti è 4, ma talvolta anche 5 o 6. Analogo numero hanno le coppie di zampe, ciascuna composta di 8 articoli e terminante con una unghietta. Nella femmina il femore può essere dilatato e deputato, nella sua parte interna, a raccogliere le uova prima che queste vengano deposte.
L'addome è estremamente ridotto e privo di ogni articolazione.

## Anatomia
L'apparato digerente inizia con una bocca fornita di tre labbra che si dispongono a triangolo. Ad essa segue il faringe, rappresentato dalla tromba stessa; le sue pareti interne sono ricche di aculei che svolgono il duplice compito di trasporto e spezzettamento degli alimenti. L'esofago è chitinoso come il faringe, è provvisto di spine ed è separato da una valvola dall'intestino. Quest'ultimo si presenta fornito di un numero di diverticoli ciechi pari a quello degli arti che si introducono nelle zampe e talvolta anche nei palpi, negli ovigeri e nella tromba. Un'altra valvola segna la fine dell'intestino e l'inizio del tratto rettale terminale che si apre apicalmente nell'addome. La digestione è intracellulare e ad essa partecipano cellule che si liberano dalla parete intestinale e che vengono espulse una volta completata la loro funzione.
Il sistema nervoso è rappresentato da due masse gangliari sopra-esofagee e sotto-esofagee, da cui si diparte una catena ventrale e filuzzi e cordoni nervosi che si portano agli occhi laterali, ai cheliceri, ai palpi, agli ovigeri, ecc. La catena ventrale presenta gangli in numero analogo a quello dei segmenti, dai quali si dipartono i nervi degli arti e delle varie parti del corpo. Gli occhi sono su un tubercolo che si distacca dal collo; sono 4, sono disposti sulle facce laterali del tubercolo e possono avere tra loro dimensioni diverse a seconda della specie. Generalmente si tratta di due coppie, di cui l'anteriore è più grande; anatomicamente sono simili a quelli degli Aracnidi, ma talvolta possono ridursi o mancare del tutto. Sulla cute sono presenti organi sensitivi, generalmente rappresentati da peli tattili.
I sessi sono distinti e vi è un dimorfismo dovuto all'assenza o alla riduzione degli ovigeri nella femmina ed alla conformazione dei suoi femori. I testicoli occupano la porzione del tronco fino al terzo o al quarto segmento e si aprono all'esterno alla base della seconda coxa, così anche gli ovari.

## Ciclo biologico
Nei Picnogonidi non si ha generalmente una copula vera e propria. Il maschio si dispone sul dorso della compagna e poi le si porta ventralmente appena questa inizia l'emissione delle uova, formando con le zampe una sorta di camera chiusa in cui avviene la fecondazione. Le uova fecondate vengono agglutinate dal maschio con la secrezione delle ghiandole cementarie e poi aggregate in masserelle sugli ovigeri. In alcuni casi (es. Pycnogonum litorale) la fecondazione avviene internamente prima della emissione delle uova e durante la fase iniziale quando il maschio è sul dorso della femmina. Lo stesso maschio può provvedere anche a più femmine e raccogliere sui propri ovigeri molte masserelle di uova, talvolta a migliaia, provenienti da più accoppiamenti.
Lo sviluppo in rari casi avviene nell'uovo, da cui poi fuoriesce un individuo uguale all'adulto. In altre specie si ha una forma larvale esapoda, a tromba conica, detta protonymphon, che completa il suo sviluppo sino alla metamorfosi attaccata all'ovigero del padre oppure a Nudibranchi, Lamellibranchi, Idrari, ecc., sui quali esercitano il loro parassitismo per lo più esterno o, talora, anche interno (nel cavo gastrico dell'Idrario).

## Ecologia
I Picnogonidi sono distribuiti dai poli all'Equatore senza una particolare frequenza preferenziale (es. Pentapycnon) oppure con specie localizzate in determinate aree. Vivono tra le alghe, su colonie di Idrozoi ed Antozoi, su Poriferi, ecc. Alcune specie sono esclusivamente bipolari (Colossendeis spp. e Nymphon spp.), altre sono reperibili solo nelle acque artiche (Boreonymphon robustum, Nymphon sluiteri). Si trovano a vari livelli di profondità, dalle acque litorali, che sono le più ricche di specie e di individui, a quelle abissali, dove si incontrano alcune specie giganti come Colossendeis colossea. Numerose specie sono nuotatrici, ma il sistema locomotorio più frequente è la deambulazione.

## Paleontologia
Si conoscono poche forme fossili e, tra esse, le sole che siano avvicinabili a quelle viventi sono Paleopantopus e Palaeoisopus.